# صناع السوق

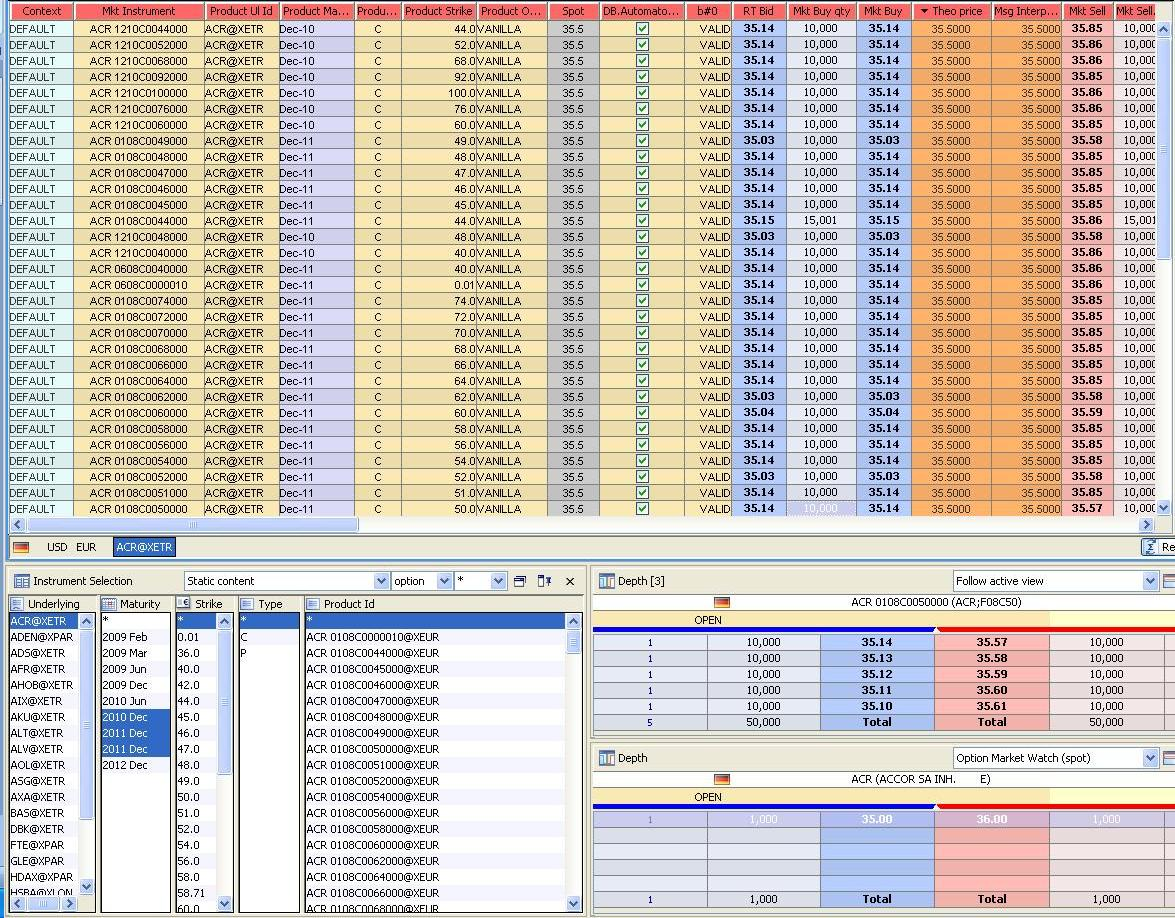
عينة من برامج صنع السوق التي يستخدمها صناع السوق لتحريك الأسعار في الأسواق المالية

صانع السوق أو مزود السيولة هو شركة أو فرد يعرض سعر شراء وسعر بيع في أصل قابل للتداول محتفظ به في المخزون، على أمل تحقيق ربح من فارق العرض والطلب، أو التغير بها.  تتمثل وظيفة صانع السوق في المساعدة في الحد من تباين الأسعار(التقلبات) من خلال تحديد نطاق سعر تداول محدود لأسهم شركات معينة.
في أسواق الولايات المتحدة، تعرف لجنة الأوراق المالية والبورصات الأمريكية «صانع السوق» على أنه شركة مستعدة لشراء وبيع الأسهم على أساس منتظم ومستمر بأسعار معلنة. صانع السوق الأساسي المعين (DPM) هو صانع سوق متخصص معتمد من قبل البورصة وهو يضمن قيامه بأخذ موقف محدد مسبقا عند حدوث تقلبات في مؤشر أمان أو خيار معين.

## في سوق صرف العملات
معظم شركات تداول العملات الأجنبية هي من صناع السوق، وكذلك العديد من البنوك. يقوم صانع سوق الصرف الأجنبي بشراء العملات الأجنبية من العملاء ثم يبيعها للعملاء الآخرين. ويكسب أرباحه من فروق الأسعار في مثل هذه الصفقات، ويفترض به ان يقوم بتوفير السيولة، وخفض تكاليف المعاملات، وتسهيل التجارة.

## في البورصة
يطلق على صناع السوق المستعدين لشراء وبيع الأسهم المدرجة في البورصة، مثل بورصة نيويورك (NYSE) أو بورصة لندن (LSE)، اسم «صناع السوق الثالث». تعمل معظم بورصات الأوراق المالية على أساس «الصفقة المتطابقة» أو «المدفوعة بأمر». عندما يلبي سعر عرض المشتري سعر عرض البائع أو العكس، يقرر نظام المطابقة في البورصة أن الصفقة قد تم تنفيذها. في مثل هذا النظام، قد لا يكون هناك صناع سوق معينون أو رسميون، ولكن مع ذلك يوجد صانعو سوق.

### نيويورك
في الولايات المتحدة، عينت كل من بورصة نيويورك والبورصة الأمريكية، صناع سوق كانوا يعرفوا سابقًا باسم «المتخصصين»، الذين يعملون كصانع السوق الرسمي ضمن عمليات معينة. يوفر صانعو السوق المقدار المطلوب من السيولة لسوق الأوراق المالية، ويأخذون الجانب الآخر من الصفقات عندما يكون هناك اختلالات قصيرة الأجل في جانب الشراء والبيع ضمن طلبات العملاء. وفي المقابل، يتم منح هؤلاء المتخصص معلومات إضافية غير رسمية ومزايا عند تنفيذ الصفقات.
توظف البورصات الأمريكية الأخرى، وأبرزها بورصة ناسداك، العديد من صناع السوق الرسميين. يتعين على صانعي السوق هؤلاء الحفاظ على أسواق ذات جانبين خلال ساعات التبادل وهم ملزمون بالشراء والبيع في العطاءات حسب عروضهم الرسمية. هم عادة لا يحصلون على مزايا التداول كما هو الحال لدى المتخصصين في بورصة نيويورك، لكنهم يمنحون جانبا من المرونة الإضافية مثل القدرة على بيع الأسهم على المكشوف، أي بيعها دون امتلاكها أو اقتراضها. في معظم الحالات، يُسمح فقط لصانعي السوق الرسميين بالدخول في عمليات بيع مكشوفة. التغييرات الأخيرة على التعليمات حظرت بشكل صريح البيع المكشوف من قبل صانعي سوق الخيارات.
اعتبارًا من أكتوبر 2008 يوجد أكثر من 2000 صانع سوق في الولايات المتحدة، وأكثر من مئة في كندا.
في الأسواق السائلة مثل بورصة نيويورك للأوراق المالية، يكون لكل أصل تقريبًا فائدة مفتوحة، مما يوفر فائدتين: يمكن لمتخذي الأسعار الشراء أو البيع في أي وقت، ويمكن للمراقبين مراقبة السعر الدقيق باستمرار لكل أصل.
امثلة من صناع السوق في نيويورك Optiver وJane Street Capital وFlow Traders وIMC وVirtu Financial .

## بروتوكولات الشبكة اللامركزية
يعمل توفير السيولة في بروتوكول الشبكة الامركزية بشكل مختلف نوعًا ما. لا توجد شركات أو كيانات مركزية تعمل على مستوى البروتوكول. ومع ذلك، قد تختار الشركات أو الأفراد استخدام البروتوكول، من خلال توفير السيولة للبروتوكول، في مقابل احتمال تحقيق عائد استثمار على الأصول الملتزمة بتجمعات السيولة. قد تواجه المحاكم التقليدية ذات الاختصاص القضائي في حدود جغرافية محددة صعوبة في تنظيم أو إغلاق مثل هذه البروتوكولات، نظرًا لأن البروتوكولات ليس لها اختصاص مركزي أو اختصاص رئيسي يعمل فيه.  تعمل الشبكة وفقًا للمبادئ، ووفقًا للكود، الذي يتم تشغيله على الشبكة، على غرار الذكاء الاصطناعي.

## دخل صناع السوق
دخل صانع السوق هو الفرق بين سعر العرض، وهو السعر الذي ترغب الشركة عنده في شراء السهم، وسعر الطلب وهو السعر الذي ترغب الشركة في بيعه عنده. يُعرف هذا الفرق باسم فارق صانع السوق، أو فارق العرض والطلب. بافتراض وصول كميات متساوية من أوامر البيع والشراء وعدم تغير السعر أبدًا، فهذا هو المبلغ الذي سيكسبه صانع السوق في كل دورة بيع وشراء.